# Albizia hassleri
Albizia hassleri,   anchico blanco, yvyraju,  es una especie de árbol leguminosa de la subfamilia Mimosoideae.
Es originaria de México; Costa Rica; El Salvador; Grenada; Guadalupe; Trinidad y Tobago; Guayana Francesa; Guyana; Venezuela; Brasil: Bahía, Goias, Mato Grosso, Mato Grosso do Sul, Minas Gerais, Para, Paraná, Piaui; 
Bolivia: Santa Cruz; Colombia; Ecuador; Perú;  Argentina y Paraguay.[https://web.archive.org/web/20090509012345/http://www.ars-grin.gov/cgi-bin/npgs/html/taxon.pl?318459%5D
Alcanza una altura de 25-29 m de altura.